# Henri Michel
Henri Michel (n. 28 aprilie 1907, Vidauban, Provence-Alpes-Côte d'Azur, Franța – d. 5 iunie 1986, Paris, Île-de-France, Franța) a fost un istoric francez. A fost profesor la Toulon. După război, a fost director la revista Revue d'histoire de la Deuxième Guerre mondiale și președinte al Comité International d'Histoire de la Deuxième Guerre Mondiale. În 1977 a publicat lucrarea La Seconde Guerre mondiale (Al doilea război mondial).

## Opera
- Tragédie de la déportation, 1954.
- Histoire de la Résistance : (1940-1944), 1958.
- Les Mouvements clandestins en Europe (1938-1945), 1961.
- Les Courants de pensée de la Résistance, 1962.
- Jean Moulin l'unificateur, 1964.
- Les Fascismes, 1977.
- La Seconde Guerre mondiale, I - II,  1977, "Peuples et civilisations" (Al doilea război mondial, Editura Corint, 2001, ISBN 973-653-176-7).
- Pétain et le régime de Vichy, 1978.
- La Libération de Paris, 1980.
- Histoire de la France libre, 1980.
- Paris allemand, 1981.
- Et Varsovie fut détruite, 1984.
- François Darlan : amiral de la Flotte, 1993
- Une enfance provençale au temps de la première guerre mondiale - Vidauban dans la mémoire d’Henri Michel, 2012